# Ertapenem
Ertapenem (cu denumirea comercială Invanz) este un antibiotic din clasa carbapenemelor, fiind utilizat în tratamentul unor infecții bacteriene. Printre acestea se numără: pneumonie (comunitară dobândită), infecții complicate intra-abdominale, infecții ginecologice acute și infecții complicate cutanate și ale țesuturilor moi (la pacienții diabetici). Căile de administrare disponibile sunt intravenoasă și intramusculară.